# Wright City (Oklahoma)
Wright City es un pueblo ubicado en el condado de McCurtain en el estado estadounidense de Oklahoma. En el año 2010 tenía una población de 	762 habitantes y una densidad poblacional de 346,36 personas por km².

## Geografía
Wright City se encuentra ubicado en las coordenadas 34°3′50″N 95°0′13″O / 34.06389, -95.00361 (34.063789, -95.003551).

## Demografía
Según la Oficina del Censo en 2000 los ingresos medios por hogar en la localidad eran de $29,196 y los ingresos medios por familia eran $31,917. Los hombres tenían unos ingresos medios de $30,694 frente a los $13,667 para las mujeres. La renta per cápita para la localidad era de $13,032. Alrededor del 19.6% de la población estaban por debajo del umbral de pobreza.